# Billy James Pettis
Billy James Pettis (ur. 1913  – zm. 14 kwietnia 1979) – matematyk amerykański znany z dużego wkładu w rozwój analizy funkcjonalnej. Od nazwiska Pettisa pochodzą nazwy takich pojęć i twierdzeń jak:
- całka Pettisa
- twierdzenie Dunforda-Pettisa, własność Dunforda-Pettisa, operator Dunforda-Pettisa
- twierdzenie Milmana-Pettisa
- twierdzenie Orlicza-Pettisa, własność Orlicza-Pettisa
- twierdzenie Pettisa-Orlicza
- twierdzenie Pettisa (w teorii grup topologicznych)
- twierdzenie Sierpińskiego-Pettisa.